# Tseng Li-cheng
Tseng Li-cheng (chiń. upr. 曾栎骋; chiń. trad. 曾櫟騁; pinyin Zēng Lìchěng; ur. 26 grudnia 1986 w Guanshan) – tajwańska zawodniczka taekwondo, brązowa medalistka olimpijska, czterokrotna mistrzyni Azji.
Brązowa medalistka igrzysk olimpijskich w Londynie w 2012 roku w kategorii do 57 kg. 
Jest pięciokrotną medalistką mistrzostw Azji, w tym czterokrotnie złotą (2002, 2006, 2010, 2012) oraz wicemistrzynią igrzysk azjatyckich w 2002 roku.